# Seiza

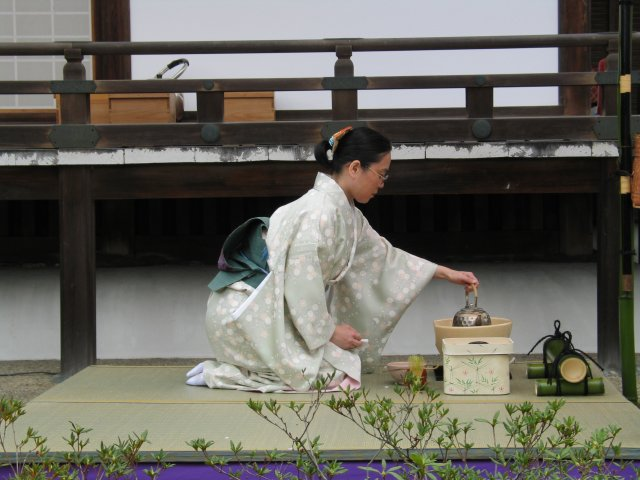
Una japonesa sentada en seiza.

Seiza (正坐?   lit. "correcto sentar") es un término japonés que describe la forma tradicional de doblar las piernas sobre el suelo y sentarse sobre las rodillas, recargando los glúteos sobre los talones.

## Etimología
La palabra japonesa 正坐 (leída como せいざ) es la traducción fonética de la palabra china 正坐 zhèngzuò (en pinyin). El término está formado por dos kanji: 正, cuyo significado es correcto o justo, y 坐, que significa sentar o sentarse. El segundo kanji es reemplazado a veces por 座, con el mismo significado.

## Descripción
Para sentarse al estilo seiza, lo primero es arrodillarse en el suelo, descansar las nalgas en los talones y el empeine de los pies sobre el suelo. Las manos están usualmente dobladas modestamente sobre el regazo y la espalda permanece recta.
Seiza es generalmente hecho en suelo tatami (estera tejida de paja), pero mucha gente se sienta al estilo seiza en alfombras o aún en pisos de madera dura. Dependiendo de la formalidad de la ocasión, el momento, el estatus relativo de la persona, a veces es aceptable sentarse en un cojín (o almohadón) especial llamado zabuton (座布団?   lit. un "futón para sentarse").
Sentarse con las piernas cruzadas es considerado informal e inapropiado en ciertas ocasiones, pero a veces es permitido, especialmente para aquellos que seiza es difícil, como para ancianos o gente no japonesa (aunque en el último caso es aconsejable, particularmente en situaciones formales, al menos intentarlo). A veces se dan sillas para ancianos o gente lesionada aun cuando se espera que otros se sienten al estilo seiza.
Hacer seiza es una parte integral y necesaria de muchas artes tradicionales japonesas, como la ceremonia del té, la meditación (Zazen), y ciertas artes marciales. Seiza es también la forma tradicional de sentarse mientras se está haciendo otras artes como shodō (caligrafía) e ikebana (arreglos florales), aunque con el incremento de muebles de estilo occidental, esto no es siempre necesario.